# Herrfallsäng
Herrfallsäng är ett naturreservat i Hallsbergs kommun i Örebro län.
Området är naturskyddat sedan 1934 och är 43 hektar stort. Reservatet består av betesmark och ängar med lövträd och buskar.